# 20740 Sémery
20740 Sémery è un asteroide della fascia principale. Scoperto nel 1999, presenta un'orbita caratterizzata da un semiasse maggiore pari a 3,1389152 UA e da un'eccentricità di 0,1625996, inclinata di 6,47472° rispetto all'eclittica.